# Schizophthirus pleurophaeus
Schizophthirus pleurophaeus är en insektsart som först beskrevs av Hermann Burmeister 1839.  Schizophthirus pleurophaeus ingår i släktet Schizophthirus och familjen gnagarlöss. Inga underarter finns listade i Catalogue of Life.